# Wyniosłość Działoszyńska
Wyniosłość Działoszyńska – mikroregion w południowo-zachodniej Polsce, w województwie dolnośląskim, w powiecie zgorzeleckim. 
Wyniosłość Działoszyńska jest podjednostką geograficzna Pogórza Izerskiego, położoną w obrębie Pogórza Zachodniosudeckiego w Worku Turoszowskim, najdalej wysuniętym na południowy zachód malowniczym zakątku Polski. Rozciąga się na kierunku NE-SW od Granicy polsko-czeskiej na północnym wschodzie do Granicy polsko-niemieckiej na południowym zachodzie. Wyniosłość Działoszyńską ograniczają od południa Kotlina Turoszowska, od wschodu Przedgórze Izerskie od zachodu Dolina Nysy Łużyckiej a od północy Wyniesienie zamyka Obniżenie Zawidowskie.

## Charakterystyka
Wyniosłość Działoszyńska jest regionem wyraźnie wyodrębnionym w krajobrazie Pogórza Izerskiego. Obejmuje południowo–zachodnią część Pogórza Izerskiego. Wyniosłość tworzy mocno rozczłonkowany wyniesiony tektoniczny zrąb skalny zbudowany z granitu, ze wszystkich stron ścięty uskokami tektonicznymi, o wysokościach 280–350 m n.p.m. i nachyleniu stoków dochodzących do 30°. Wysokości względne wynoszą od 50 do 150 m. Maksymalną wysokość 368 m n.p.m. Wyniosłość osiąga na południe od Działoszyna. Na odcinku przełomu przez Wyniosłość Działoszyńską Nysa Łużycka wyrzeźbiła głęboką dolinę, tworząc malowniczy, zalesiony przełom, stokami tej doliny, wiaduktami i sztucznymi skarpami prowadzi linia kolejowa łącząca Bogatynię ze Zgorzelcem. W wielu miejscach wymagało to budowy wiaduktów i sztucznych skarp. Południowo – wschodnią część Wysoczyzny Działoszyńskiej zajmują hałdy zwałowiska zewnętrznego Kopalni Węgla Brunatnego Turów o wysokości do 300 m n.p.m. Najwyższym wniesieniem Wysoczyzny jest Świniec – 378 m n.p.m., wznoszący się na wschodnim krańcu, od strony polskiej zasłonięty zwałowiskiem kopalni węgla brunatnego.

## Budowa geologiczna
Zrąb Działoszyna jest jednostką tworzącą podłoże południowo-zachodniej części Pogórza Izerskiego. Zasadnicza część podłoża zbudowana jest z granitów rumburskich przykrytych młodszymi osadami trzeciorzędowymi, plejstoceńskimi oraz hałdami. Mniejszy obszar powierzchniowo w obrębie zrębu Działoszyna zajmują oczkowe gnejsy izerskie. Obszar Wysoczyzny znajdował się w zasięgu zlodowacenia, którego utwory wykształcone są w postaci piasków różnoziarnistych z przewarstwieniami żwiru. Poniżej osadów wodnolodowcowych występują mułki i iły zastoiskowe. Wyżej zalegają gliny zwałowe i osady fluwioglacjalne, w składzie których obok materiału lokalnego występuje nieliczny materiał skandynawski i krzemienie. W dolinach rzek występują osady holocenu - żwiry, piaski i mady.

## Rzeźba terenu
Wyniesienie przedstawia rzeźbę starych pogórzy sudeckich charakteryzującą się występowaniem łagodnych, kopulastych ciągów wzniesień o zrównanych wierzchowinach mocno rozczłonkowanych głębokimi rozcięciami erozyjnymi, często o charakterze tektonicznym. Północny fragment Wysoczyzny pozostaje poza strefą przekształceń powierzchni terenu. Północno-wschodni skłon Wysoczyzny w rejonie Wolanowa i Wigancic obfituje w dolinki, utworzone przez potoki spływające do Witki (czes. Smedy). Zachodnia krawędź Wysoczyzny na granicy z doliną Nysy Łużyckiej pocięta jest rzecznymi dolinkami. Najbardziej charakterystyczną doliną jest głęboka i krętą o stromych zboczach dolna część doliny Krzywej Strugi.

## Krajobraz
Ze względu na cechy fizjonomiczne krajobraz bardzo zróżnicowany od wzniesień, zadrzewionych hałd po uprawne pola stanowi mozaikę wielu elementów wynikających z ukształtowania i zagospodarowania terenu, który przecinają  doliny rzeczne, urozmaicają kotliny i niecki. Na Wysoczyźnie występuje krajobraz przemysłowy, krajobraz obszarów zurbanizowanych wsi oraz krajobraz pól uprawnych. Ukształtowanie powierzchni sprawia, że obszar obfituje w liczne punkty i ciągi widokowe. Dominujące znaczenie ma krajobraz antropogeniczny, prowadzona eksploatacja węgla brunatnego, wywarła wyraźne piętno na krajobrazie. Charakterystyczną cechę krajobrazu są niewielkie wioski, zagubione w przestrzeni i ukryte wśród zieleni, z domami z początku XX wieku, staranne założenia urbanistyczne z wykształconymi osiami widokowymi i przestrzeniami wnętrz urbanistycznymi, ogrody, parki z bogatym drzewostanem. W krajobraz wpisały się opuszczone wioski zasypane zwałowiskiem oraz linie wysokiego napięcia, potężne słupy, a pod nimi pola uprawne.

## Klimat
Klimat podobny jak w całej Polsce, przejściowy, kontynentalno–morski, kształtowany na przemian przez masy powietrza napływające znad Oceanu Atlantyckiego lub wschodniej Europy i Azji. wyniesienie należy do cieplejszych rejonów w Polsce, charakteryzuje się przewagą wpływów oceanicznych, mniejszymi od przeciętnych amplitudami temperatur, wczesną wiosną, długim ciepłym latem, łagodną i krótką zimą oraz malejącymi opadami w kierunku centrum kraju.  Średnia temperatura roczna wynosi około 8 ºC. Okres wegetacyjny jest jednym z najdłuższych w Polsce i trwa średnio przez około 226 dni. Warunki klimatyczne panujące na terenie wysoczyzny są bardzo korzystne, sprzyjają rozwojowi rolnictwa. Istotnym czynnikiem kształtującym mikroklimat stanowi pobliska odkrywka węgla brunatnego. Istniejące wyrobiska sprzyjają utrzymywaniu się nocą zastoisk chłodnego powietrza na dnie wyrobisk.

## Wody
Obszar Wyniesienia Działoszyńskiego  położony jest w dorzeczu rzeki Odry, w obrębie zlewni rzeki Nysy Łużyckiej. Drugim pod względem długości ciekiem jest prawobrzeżny dopływ Nysy Łużyckiej Witka (czes. Smeda) oraz jej dopływ Krzywa Struga płynąca przez Działoszyn i kilka mniejszych potoków. Na terenie nie występują naturalne zbiorniki wodne o dużej powierzchni. Do charakterystycznych elementów sieci wodnej należą jedynie mniejsze zbiorniki wodne w postaci stawów, śródpolnych oczek które zasilane są wodami powierzchniowymi. W większości są płytkie i zarastające. Pełnią funkcję biocenotyczną, oraz stanowią element urozmaicenia rolniczego krajobrazu. Decydujący wpływ na kształtowanie się warunków wodnych ma działalność górnicza.

## Roślinność
Pierwotna szata roślinna częściowemu przekształceniu wskutek działalności człowieka. Niewielkie obszary z pierwotnego zadrzewienia zachowały się w dolinach rzek i potoków. Obecny charakter roślinności jest efektem przekształceń dokonanych przez człowieka. Większość obszaru stanowią tereny o walorach przyrodniczych i tereny rolnicze. W obrębie terenów rolniczych występują zadrzewienia i zakrzaczenia śródpolne, oraz układy zieleni przydrożnej i cieków wodnych. Pełnią one funkcje ekologiczne, krajobrazowe i ochronne.  W zadrzewieniu przeważają: topole, wierzby oraz olsze czarne, jarzębina, kruszyna pospolita i kalina koralowa. W związku z ograniczoną ilością naturalnej zieleni wysokiej na omawianym terenie duże znaczenie ma także zieleń przydomowa oraz zieleń sadów i ogrodów. Krajobraz urozmaicają ekosystemy łąkowe które z ekosystemami leśnymi tworzą mozaikę o dużym znaczeniu biocenotyczno – środowiskowym. Niewielkie powierzchnie zajmują zbiorowiska roślinności wodnej.  Roślinność leśna, która została częściowo wyeliminowana w związku z górnictwem węgla brunatnego, obecnie została zrekultywowane. Większość zbiorowisk leśnych zalicza się do borów mieszanych. Gatunkami budującymi zbiorowiska leśne są głównie dąb szypułkowy i sosna zwyczajna. Często w różnych proporcjach udział ma także świerk pospolity, brzoza brodawkowata, buk zwyczajny, lipa drobnolistna i inne. Wilgotne dna dolinek potoków i fragmenty aluwiów nad rzekami zajmują grądy i łęgi.

## Turystyka
- Wierzchowiną Wyniosłości, prowadzi widokowa droga Bogatynia-Zgorzelec
- Wyniosłość stanowi punkt widokowy, z którego roztacza się we wszystkich kierunkach rozległa panorama na Wyniesienie oraz jego otoczenie, Pogórze Izerskie, na szczyty Gór Izerskich ze Smrekiem oraz pasmo Gór Łużyckich. Z wierzchowiny widać Görlitz, zabudowania Zgorzelca, kominy Lubania oraz odkrywkę kopalni i elektrownię.

## Inne
- Wyniosłość Działoszyńska  nazwę przyjęła od wsi Działoszyn, położonej na północnych zboczach horstu.